# Güder
Güder é um vilarejo localizado na província de Bayburt, Turquia.